# 奧諾 (加利福尼亞州)
奧諾（英語：Ono）是位於美國加利福尼亞州沙斯塔縣的一個非建制地區。該地的面積和人口皆未知。

## 地理
奧諾的座標為40°28′31″N 121°37′05″W / 40.47528°N 121.61806°W，而該地的平均海拔高度為294米（即965英尺）。